# Ulrich Chaussy

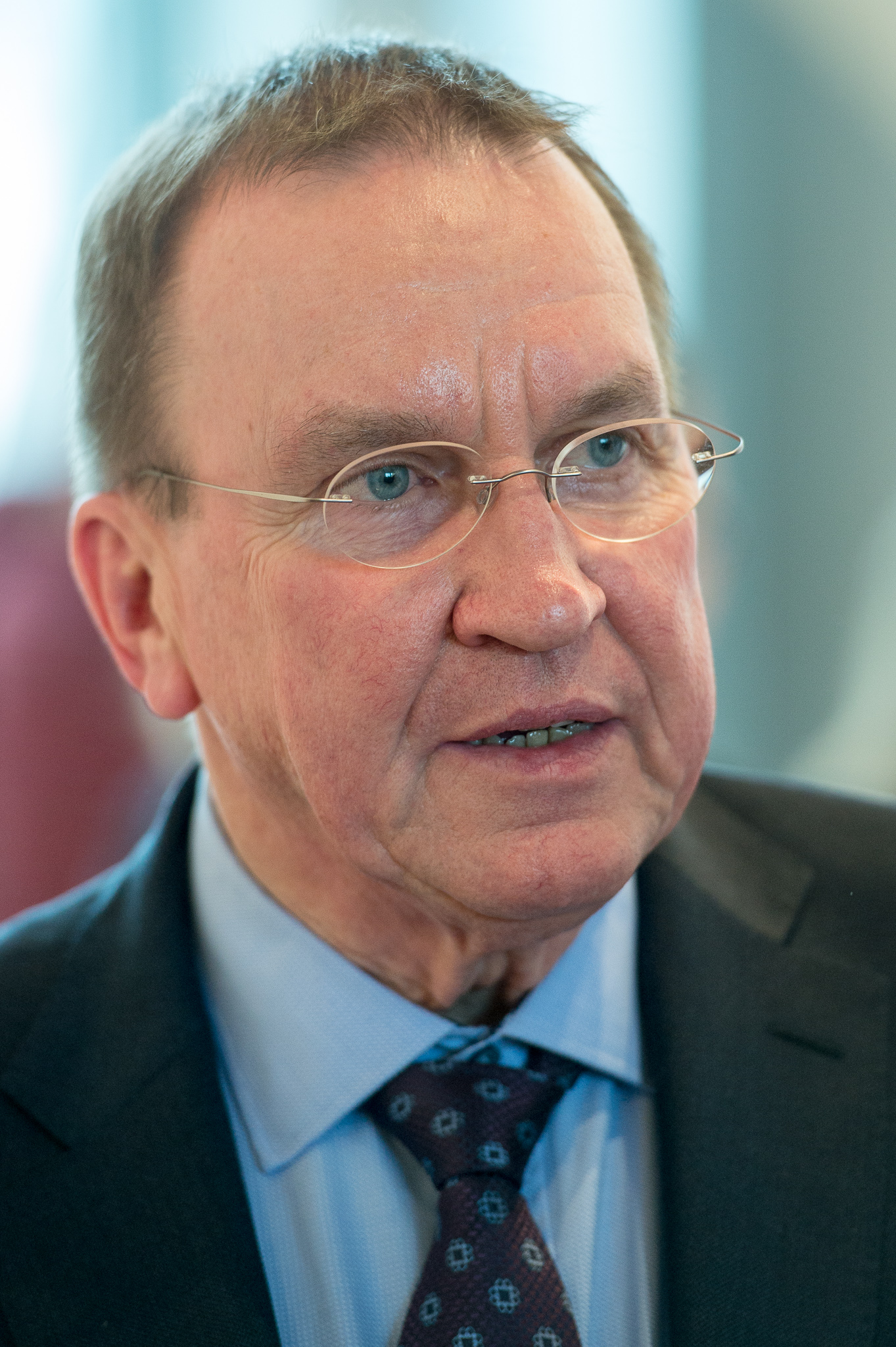
Ulrich Chaussy (2015)

Ulrich Chaussy (* 1952 in Karlsruhe) ist ein deutscher investigativer Journalist und Sachbuchautor. Er wurde besonders durch seine jahrzehntelangen Recherchen zum Oktoberfestattentat von 1980 bekannt.

## Ausbildung, Berufstätigkeit, Familie
Chaussy besuchte das Wittelsbacher-Gymnasium München und studierte von 1972 bis 1978 Germanistik und Soziologie in München. Ab 1976 arbeitete er als Hörfunk-Journalist für verschiedene der ARD angeschlossene Sender, darunter Bayerischer Rundfunk (BR), Westdeutscher Rundfunk (WDR) und Radio Bremen. Er veröffentlichte zahlreiche Sachbücher, Filme, Dokumentationen und Radio-Features. Seit 1977 befasst er sich besonders stark mit den Themen Rechtsextremismus und Neonazismus. Chaussy war Initiator eines Bürgerbegehrens gegen die Schließung von Stadtbibliotheken und gründete 2004 den Förderverein Bücher & mehr. Er ist verheiratet und Vater eines Kindes.

## Recherchen und Filme zum Oktoberfestattentat
Im Dezember 1982 traf Chaussy erstmals den Rechtsanwalt Werner Dietrich, der Überlebende des Oktoberfestattentats vertrat. Von da an befasste er sich kritisch mit den kurz zuvor abgeschlossenen Ermittlungen zum Attentat. Daraus entstand sein Buch Oktoberfest. Ein Attentat (erschienen 1985), das gravierende Ermittlungsfehler der Behörden aufdeckte und ihre Einzeltäterthese entkräftete.
Infolge weiterer Recherchen entwickelte er ab 2011 mit dem Filmemacher Daniel Harrich aus seinem Buch das Drehbuch zu dem Spielfilm Der blinde Fleck. Der Schauspieler Benno Fürmann spielte Ulrich Chaussy. Der Film wurde 2013 beim Filmfest München uraufgeführt und führte dazu, dass sich weitere neue Zeugen zum Attentat meldeten und dem Opferanwalt Werner Dietrich bislang verschlossene Akten zugänglich gemacht wurden. Dies trug wesentlich dazu bei, dass Dietrichs dritter Wiederaufnahmeantrag Erfolg hatte und die Bundesanwaltschaft 2014 erneute Ermittlungen zu dem Fall aufnahm. Im Zuge dieser Entwicklung erweiterte Chaussy sein Buch von 1985 in zwei weiteren Auflagen (2014; 2020). Während der Ermittlungen machten er und Daniel Harrich neue Spuren und Zeugenaussagen zum Attentat als Fernsehdokumentation bekannt. Im Juli 2020 beendete die Bundesanwaltschaft die neuen Ermittlungen, stellte klare rechtsextreme Motive des Attentäters heraus, konnte jedoch keine Mittäter ermitteln und klärte die Ursachen der früheren Ermittlungsfehler nicht auf.
Am 17. April 2023 erhielt Chaussy zusammen mit dem Münchner Rechtsanwalt Werner Dietrich das Verdienstkreuz erster Klasse des Bundesverdienstordens für ihre besonderen Verdienste um die Aufklärung des Oktoberfestattentats.

## Recherchen zum Mord an Shlomo Lewin und Frida Poeschke
Bei seinen Recherchen zum Oktoberfestattentat befasste sich Chaussy auch mit dem antisemitischen Mord an dem Rabbiner Shlomo Lewin und dessen Lebensgefährtin Frida Poeschke am 19. Dezember 1980 und fand ähnliche Tendenzen der deutschen Justiz: Diese hatte in beiden Fällen als Mörder einen angeblichen Einzeltäter mit gestörter Persönlichkeit festgestellt, der zur Wehrsportgruppe Hoffmann gehört hatte und vor Abschluss der Ermittlungen gestorben war. Der mutmaßliche Anstifter Karl-Heinz Hoffmann dagegen wurde nicht als Auftraggeber oder Beihelfer des Erlanger Doppelmordes überführt. Die Ermittler gingen dem möglichen Zusammenhang mit dem Oktoberfestattentat nicht nach, sondern folgten Hoffmanns Eigendarstellung. Zudem wurde Lewin in Medienberichten als angeblicher Mossad-Agent diskreditiert. Dies trug dazu bei, dass der Doppelmord weithin vergessen wurde. Dem versucht Chaussy seit 2011 im Interesse der Opferangehörigen durch Aufklärung entgegenzuwirken.

## Biograf Rudi Dutschkes
Im Sommer 1979 begegnete Chaussy dem Studentenführer Rudi Dutschke und führte sechs Monate vor dessen Tod mit ihm ein längeres Radiointerview. Daraus entstand bis 1983 eine Dutschkebiografie, die Chaussy nach Einsicht in zuvor unzugängliche Archivunterlagen der ehemaligen DDR bis 1993 erweiterte. Nach Einblick in westdeutsche Archive, etwa Dutschkes Personenakte beim Verfassungsschutz Berlin (West), veröffentlichte Chaussy 2018 eine erheblich erweiterte Fassung der Biografie.

## Forschungen zur NS-Zeit
1977 begann Chaussy, angestoßen durch die Begegnung mit Franz J. Müller, zur Geschichte der Widerstandsgruppe Weiße Rose zu forschen. Neben archivalischen Recherchen traf er dazu viele überlebende Angehörige und Unterstützer des engeren Mitgliederkreises der Gruppe und befragte sie. Ebenso forschte er zum ehemaligen Umfeld Adolf Hitlers in Obersalzberg. Sein Buch Nachbar Hitler dazu erlebte von 1995 bis 2017 acht stetig erweiterte Auflagen.

## Auszeichnungen
- 2023: Verdienstkreuz erster Klasse des Bundesverdienstordens[5]
- 2016 Publizistikpreis der Landeshauptstadt München[7]
- 2015 Leuchtturm-Preis[8]
- 2015 Krenkl-Preis[9]
- 2015: mit Daniel Harrich: Preis in der Kategorie „Fernsehjournalismus“, Deutsche Akademie für Fernsehen, für die Dokumentation Attentäter – Einzeltäter? Neues zum Oktoberfestattentat
- 2014 Bayerische Verfassungsmedaille in Silber für seine über 30 Jahre langen Recherchen zu den Hintergründen des Oktoberfestattentats.
- 2010 Herwig-Weber-Preis  – Preis des Internationalen PresseClub München für sein Radio-Feature Wenn die Stasi dem Generalbundesanwalt auf die Finger schaut.
- 1995 Prix Moebius International für die CD-ROM „Die Weiße Rose“[10]
- 1985 Internationaler Publizistikpreis des ORF und der Stadt Klagenfurt[1]
- 1972 Ehrende Anerkennung beim Grimme-Preis

## Publikationen

### Bücher
- Arthur Eichengrün. Der Mann, der alles erfinden konnte, nur nicht sich selbst. Herder, Freiburg i. Br. 2023, ISBN 978-3-451-39216-0.
- Das Oktoberfest-Attentat und der Doppelmord von Erlangen: Wie Rechtsterrorismus und Antisemitismus seit 1980 verdrängt werden. 3., aktualisierte und erweiterte Auflage. Christoph Links, Berlin 2020, ISBN 978-3-96289-100-8.

2. Auflage: Oktoberfest. Das Attentat: Wie die Verdrängung des Rechtsterrors begann. Christoph Links, Berlin 2014, ISBN 978-3-86153-757-1.
1. Auflage: Oktoberfest. Ein Attentat. Luchterhand, Darmstadt 1985, ISBN 3-472-88022-8.
- Rudi Dutschke. Die Biographie. Droemer Knaur, München 2018, ISBN 978-3-426-27752-2.

Ältere Fassung: Die drei Leben des Rudi Dutschke. Eine Biographie. Luchterhand, Darmstadt 1983, ISBN 3-472-86576-8;  Christoph Links, Berlin 1993, ISBN 3-86153-060-0.
- mit Christoph Püschner: Nachbar Hitler. Führerkult und Heimatzerstörung am Obersalzberg. (1995) 8., überarbeitete und aktualisierte Auflage, Christoph Links, Berlin 2017, ISBN 978-3-86153-704-5.
- mit Gerd R. Ueberschär: Es lebe die Freiheit! Die Geschichte der Weißen Rose und ihrer Mitglieder in Dokumenten und Berichten. Fischer, Frankfurt am Main 2013, ISBN 978-3-596-18937-3.

### Hörbücher
- Die Weiße Rose: eine multimediale Dokumentation deutschen Widerstandes. (CD-ROM) Systhema, München 1995, ISBN 3-634-23107-6
- Allen Gewalten zum Trutz sich erhalten. Die Geschichte der Weißen Rose. Ein Hörbild. BR, München 1993.
- Oktoberfest-Attentat. (CD) Hörbuch Hamburg, Hamburg 2000, ISBN 3-934120-39-3.

### Radiofeatures
- Das Oktoberfestattentat: Spurensuche. Eine interaktive Webdokumentation. BR, 2020
- Rudi Dutschke Revisited. Der Revolutionär, sein Attentäter und ich. Eine Erinnerungsreise. BR / WDR 2018
- Medizin, Magie und Mut. Das bewegte Leben des Dr. Walter Grein. BR 2016
- Geheimarmee Stay Behind. Der Staat als Pate des Terrors? BR / WDR 2014
- Vom Sonnenwinkel zur Zentrale der Schattenkrieger: Wie aus der „Reichssiedlung Rudolf Heß“ das Quartier des BND wurde. BR 2013
- Im Sonnenwinkel unterm Hakenkreuz. Die „Reichssiedlung Rudolf Hess“ in Pullach. BR 2013
- „Ich hab‘ nur meine Pflicht getan!“	Der unerschrockene Gendarm Paul Mayer. BR 2012
- Axel Caesar Springer – Zeitungszar mit Sendungsbewusstsein. BR 2012
- Genosse Quelle, Kamerad V-Mann. ARD 2012
- Raoul Wallenberg – Der rettungslos verlorene Retter. BR 2012
- Mein Name ist: BND. ARD 2011
- Wer zielte auf Rudi Dutschke? BR 2009
- „Ich habe den Krieg verhindern wollen“. Der einsame Hitler-Attentäter Georg Elser. BR 2009
- Wenn die Stasi dem Generalbundesanwalt auf die Finger sieht. Das Oktoberfestattentat in neuem Licht. BR 2009
- Tod in München – Frings und Schreck. Warum die Opfer der blutigsten Demonstration von 1968 in keinem Geschichtsbuch stehen. BR 2008
- Porträt Rudi Dutschke. Der kurze Marsch zum langen Mythos. BR 2008
- Kurt Eisner – Der vergessene Vater des Freistaates. BR 2007 / 2018
- Keine Stunde null. Nirgends. Was aus den Gestapo-Verfolgern der Weißen Rose wurde. Eine Spurensuche. BR 2006 (MP3; Programmhinweis)
- Operation Foxley. Wie die Briten Hitler am Obersalzberg töten wollten. BR 2006
- Model. Muse. Künstlerin. Das geheimnisvolle Leben der Lee Miller. BR 2005
- Mein Name ist Mensch. Nachdenken über Rolf Pohle. BR 2005
- Die Stimmen ihrer Herren. Das geheime Leben der Redenschreiber. BR 2003
- Wer wollte den totalen Krieg? Hintergründe und Wirkungsgeschichte von Goebbels’ Sportpalastrede. BR 2003
- End Sieg Wahn. Mythos und Wirklichkeit der „Wunderwaffen“. BR 2003
- Der Tod ist ein Meister aus Deutschland. Die Lebensgeschichte des Chemikers Fritz Haber. BR 2003
- „Aufrecht wollen auch wir durch das dunkle Tor schreiten…“. Philipp Manes – der Chronist und Organisator des kulturellen Lebens im Konzentrationslager Theresienstadt. BR 2002
- Der Nachbar der Nazis. Die unglaubliche Geschichte des deutsch-jüdischen Erfinders Arthur Eichengrün. BR 2001
- Wunschkonzert und Heldenmütter. Die Heimatfront und der Ostkrieg. BR 2001
- Bombenstimmung. Das ungeklärte Attentat auf das Oktoberfest 1980. Eine Gegenermittlung. BR 2000 (im HR und als Hörbuch unter dem Titel: Ungelöst. Die großen Kriminalfälle der Republik. Das Oktoberfestattentat.)
- In Ulm und um Ulm herum. Die Weiße Rose und andere Widerstandspflanzen. BR 2000
- Der aufhaltbare Marsch in Deutschlands Untergang. Hitlerputsch vor 75 Jahren. BR 1998
- „Und ihr Geist lebt trotzdem weiter…“. Wie Hans Leipelt und Marie-Luise Jahn den Widerstand der Weißen Rose fortsetzten. BR 1995
- …die Russen bleiben doch meine Brüder. Alexander Schmorell und die Weiße Rose. BR 1993
- „Allen Gewalten zum Trutz sich erhalten“. Die letzten Tage der Weißen Rose. BR 1993
- Abgründe. Aus dem Leben des Seiltänzers Alexander Schack. BR 1992
- Die Erfindungen des Erich Fried: Von Glühbirnen, Liebeslyrik und Resolutionen. BR 1991
- schuldig.schuldig.schuldig. Eine Originaltoncollage über den Widerstand der Weißen Rose. BR 1990
- Kyffhäuser 2000. Der Kulturbunker im Schauinsland. BR 1986

### Filme
- mit Daniel Harrich: Ermittlungen? Eingestellt. Dokumentarfilm, BR, 23. September 2020; Begleittext
- mit Daniel Harrich: Der blinde Fleck – Täter. Attentäter. Einzeltäter? Kinofilm 2014.
- mit Daniel Harrich: Attentäter – Einzeltäter? Neues zum Oktoberfestattentat. ARD Mediathek, 13. Oktober 2015
- Obersalzberg. Vom Bergbauerndorf zum Führersperrgebiet. Zeitzeugen berichten. (DVD) Institut für Zeitgeschichte (Hrsg.), München 2012, ISBN 978-3-9814052-2-4.
- mit Marieke Schroeder (Regie) und Carlos Gerstenhauer (Redaktion): Sophie Scholl – Allen Gewalten zum Trotz. Dokumentarfilm, BR / ARD 2005